# Kings Bromley
Kings Bromley ou King's Bromley est un village et une paroisse civile du Staffordshire, en Angleterre. Il est situé dans le sud-est du comté, à une dizaine de kilomètres au nord de la ville de Lichfield. Administrativement, il relève du district de Lichfield. Au recensement de 2011, il comptait 1 163 habitants.

## Histoire

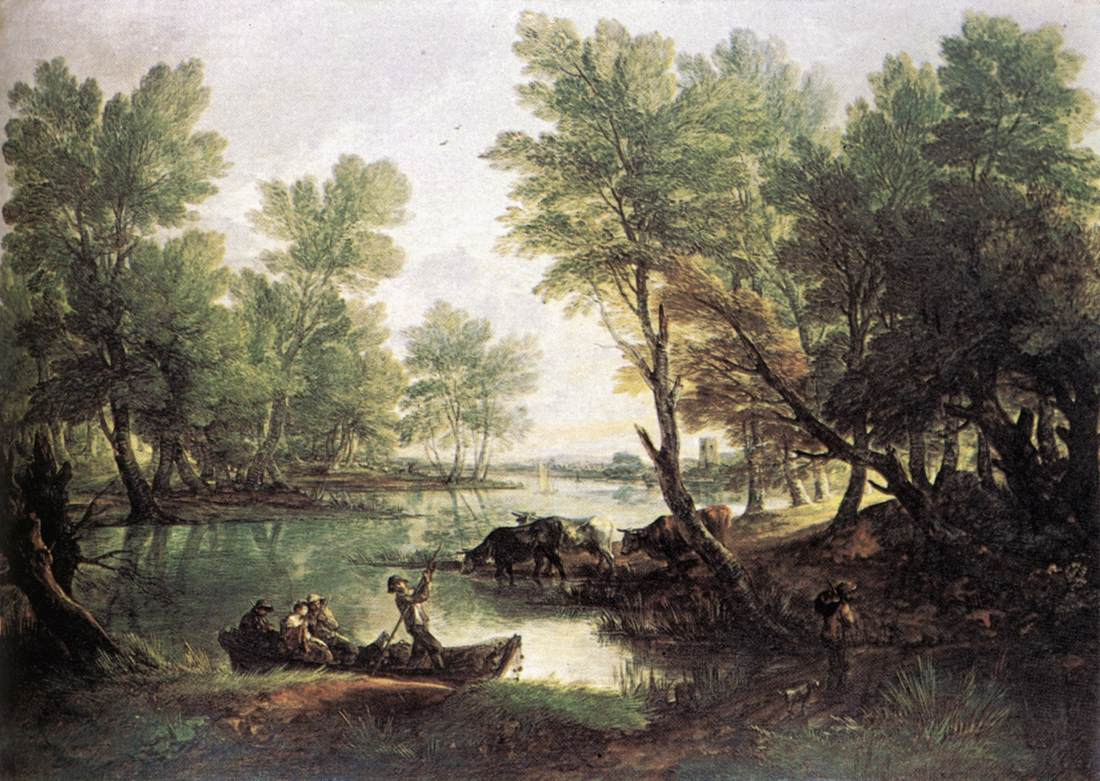
Vue près de King's Bromley
sur Trent, 1768-1770
par Thomas Gainsborough
Philadelphia Museum of Art

Le comte Léofric de Mercie est mort dans son domaine de Kings Bromley en 1057.